# Леппа (оружие)
Леппа (сард. leppa — «нож»), от греч. lepida («клинок ножа») — традиционное сардинское клинковое оружие, в виде большого, слегка изогнутого ножа, типичное в прошлом для пастухов, повстанцев, бандитов, в особенности для жителей горных районов острова. Леппа использовалась и как инструмент — для рубки веток для костра, разделки животных, и как оружие.
Внешне леппа весьма схожа с кавказской шашкой , причем согласно российскому ГОСТ «Оружие холодное. Термины и определения» именно шашкой она и является, так как полностью соответствует определению этого оружия, приведённому в пункте 4.5 данного ГОСТа: 4.5 шашка: Контактное клинковое рубяще-режущее и колюще-режущее оружие с длинным слабоизогнутым однолезвийным клинком. Леппы с более короткими клинками возможно классифицировать как тесаки или ножи, конкретная длина во многом зависела от региона и эпохи.

## История
Возможно леппа происходит от охотничьих ножей позднего Средневековья и Нового времени, известных под немецким названием хиршфенгер, или от венецианских и генуэзских сторт, или от больших каталонских ножей, или от образцов восточного оружия (мавританского, турецкого, берберского), но не исключено и то, что она возникла совершенно самостоятельно.
Впервые леппа упоминается в документах описывающих борьбу Арборейского юдиката против арагонских войск в XIV столетии. Одним из двух компонентов арборейской армии была ополченческая легкая пехота, использовавшая клинковое оружие под названием сард. busachesa, имевшего все морфологические признаки присущие леппам.
Позднее, источники XIX века, такие как английский путешественник, адвокат Джон Тайндейл, историк и антрополог Джордж Беттани, или туристический справочник Бедекера, описывали длинные изогнутые ножи как непременный атрибут мужчин Сардинии, особенно горцев. Вероятно, в XIX веке произошло увеличение распространённости лепп, что можно связать с так называемым «сардинским бандитизмом» — вооружённым сопротивлением народных низов Сардинии, в первую очередь пастухов и горцев, центральным (пьемонтским) властям, которые в 1823 году приняли закон об огораживании общинных пастбищ, а в 1827 упразднили действие «Местной Хартии» (сард. Carta de Logu) — свода традиционных сардинских законов, существовавшему с конца XIV века.
Другими названиями леппы могли быть сард. paloscio или сард. spada da caccia — охотничий меч или палаш (устаревшие термины). Региональные названия — сард. brozzu, сард. bruccitu, сард. broccedu, в диалекте Нуоро — de lesorya, леппы изготавливавшиеся в местечке Доргали близ Нуоро назывались по месту производства сард. dorgali.
В настоящее время образцы лепп, датированных начиная с XIV века, можно увидеть в собраниях некоторых сардинских музеях, таких как Музей ножей Сардинии в Арбусе (Кампидано), или Музее жизни и традиций народа Сардинии в Нуоро.

## Описание

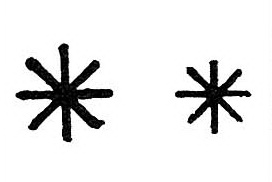
Клеймо братьев де Альман (де Альмау, де Алеманиа)

Леппа представляет собой холодное оружие с слегка изогнутым однолезвийным клинком, длиной в среднем около 60—90 см и одним или несколькими долами. Клинки в основном изготавливались непосредственно на Сардинии, но иногда, на самых лучших и богатых экземплярах, использовались привозные испанские. В частности высоко ценились клинки помеченные клеймом изображавшем солнце (сард. de marca e sole) — такое клеймо использовали двое мастеров из Толедо носивших фамилию де Альмау: Хуан де Альмау (середина XVI века) и Ги де Альмау, вероятно это те же два мастера, которые в «Энциклопедии оружия» В. Бехайма указаны как братья Хуан (ок. 1550) и Хиль (ок. 1560) де Альманы, или де Алеманиа, их клеймо трактовано Бехаймом в качестве звёзд (изображались по две). Также на клинках могли гравироваться различные надписи и девизы, одним из самых популярных был девиз «Победа или смерть» (сард. Vincere o morire), а леппа известного разбойника XIX века Джованни Корбедду Салиса несла надпись «Да здравствует король Сардинии» (сард. Viva il Re de Sardegna). Иногда для лепп переделывались клинки сабель, палашей и других видов клинкового оружия.
Эфес состоит из одной рукояти без гарды, с упором для пальцев, навершие загнуто, и в большей или меньшей степени напоминает голову хищной птицы. Ниже навершия часто выполнялась подпальцевая выемка, которая могла отделятся острым выступом. Форма рукояти леппы схожа с формой рукоятей кавказских шашек. Накладки рукояти изготавливались из дерева, рога или латуни, в частности украшенные резные латунные рукояти имели леппы происходившие из Доргали. Деревянные ножны обтягивались кожей. Леппа носилась заткнутой за пояс по диагонали, рукоятью вправо, лезвием вниз или вверх. При применении она могла нанести очень серьёзные ранения — в описании одной из жертв указывались разрубленные позвоночник, ребра, череп, нижняя челюсть, отсечённые кисти рук и уши

## См.также
- Нож гаучо
- Леуку
- Кукри
- Панга
- Мачете
- Тесак
- Косарь (нож)